# Fissidens multiflorus
Fissidens multiflorus är en bladmossart som beskrevs av George Henry Kendrick Thwaites och Mitten 1873. Fissidens multiflorus ingår i släktet fickmossor, och familjen Fissidentaceae. Inga underarter finns listade i Catalogue of Life.